# 清晨首班列車的殺風景
《清晨首班列車的殺風景》（日语：早朝始発の殺風景）是日本作家青崎有吾的推理短篇小說集。改編漫畫由2022年7月1日起於漫畫網站「隔壁的Young Jump」（となりのヤングジャンプ）開始連載。改編真人電視劇由2022年11月4日至12月9日於WOWOW播映，山田杏奈、奧平大兼雙主演，共6集。

## 電視劇

### 演員列表
- 殺風景：山田杏奈
- 加藤木：奧平大兼
- 真田：吉川愛
- 詩子：中田青渚
- ：尾碕真花
- 寺脇：伊藤旭輝（伊藤あさひ）
- 伊鳥：望月步
- 麻：高橋光
- 直文：萩原利久
- 草間：藤野涼子
- 煤木戶：茅島水樹
- 叶井：瀧七海

## 外部連結
- 小說官方網站（日語）
- 漫畫連載網站（日語）
- 電視劇官方網站（日語）